# Аксюру-Конрат Татарский
Аксюру́-Конра́т Тата́рский (укр. Аксюру-Конрат Татарський, крымскотат. Tatar Aqsürü Qoñrat, Татар Акъсюрю Къонърат) — исчезнувшее село в Джанкойском районе Республики Крым, располагавшееся на востоке центральной части района, в степном Крыму, примерно в 2 километрах восточнее современного села Кондратьево.

### Динамика численности населения
| - 1805 год — 97 чел. - 1864 год — 5 чел. - 1889 год — 113 чел. - 1892 год — 118 чел. | - 1900 год — 162 чел. - 1915 год — 91/4 чел. - 1926 год — 99 чел. - 1939 год — 36 чел. |

## История
Первое документальное упоминание села встречается в Камеральном Описании Крыма… 1784 года, судя по которому, в последний период Крымского ханства «Аксеру Койрат» входил в Орта-Чонгарский кадылык Карасубазарского каймаканства. После присоединения Крыма к России (8) 19 апреля 1783 года, (8) 19 февраля 1784 года, именным указом Екатерины II сенату, на территории бывшего Крымского Ханства была образована Таврическая область и деревня была приписана к Перекопскому уезду. После Павловских реформ, с 1796 по 1802 год, входила в Перекопский уезд Новороссийской губернии. По новому административному делению, после создания 8 (20) октября 1802 года Таврической губернии, Аксюру-Конрат был включён в состав Кокчора-Киятской волости Перекопского уезда.
По Ведомости о всех селениях в Перекопском уезде состоящих с показанием в которой волости сколько числом дворов и душ… от 21 октября 1805 года в деревне Аксюрю-Конрат числилось 11 дворов, 95 крымских татар и 2 ясыров. На военно-топографической карте генерал-майора Мухина 1817 года деревня Асиру обозначена с 17 дворами. После реформы волостного деления 1829 года Аксюру-Конрат, согласно «Ведомости о казённых волостях Таврической губернии 1829 года», оставили в составе Кокчоракиятской волости. На карте 1836 года в деревне 17 дворов. В дальнейшем, видимо, вследствие эмиграции крымских татар в Турцию, деревня опустела и на карте 1842 года Ак-Сюру-Конрат обозначен условным знаком «малая деревня», то есть, менее 5 дворов.
В 1860-х годах, после земской реформы Александра II, деревню включили в состав Владиславской волости того же уезда. В «Списке населённых мест Таврической губернии по сведениям 1864 года», составленном по результатам VIII ревизии 1864 года, Ак-Сюру-Конрат — владельческая татарская деревня, с 2 дворами и 5 жителями при колодцах. По обследованиям профессора А. Н. Козловского начала 1860-х годов, в селении вода в колодцах глубиной от 1,5—3 до 5 саженей (от 2 до 10 м) была частью солоноватая, а частью солёная. На трёхверстовой карте Шуберта 1865—1876 года в деревне Ак-Сюру-Конрат отмечены 7 дворов. К 1886 году Владиславская волость была упразднена и в «Памятной книге Таврической губернии 1889 года», по результатам Х ревизии 1887 года, записан просто Аксюру-Конрат Байгончекской волости (не установлено — татарский, или немецкий) с 19 дворами и 113 жителями.
После земской реформы 1890 года Аксюру-Конрат (из доступных источников непонятно, какой, одно селение фигурирует до 1915 года) отнесли к Тотанайской волости. В «…Памятной книжке Таврической губернии на 1892 год» деревня записана как Конрат, составлявший Конратское сельское общество, со 118 жителями в 18 домохозяйства. По «…Памятной книжке Таврической губернии на 1900 год» в Аксюру-Конрате числилось 162 жителя в тех же 18 дворах. По Статистическому справочнику Таврической губернии. Ч.II-я. Статистический очерк, выпуск пятый Перекопский уезд, 1915 год, в деревне Аксюру-Конрат (вакуф) Тотанайской волости Перекопского уезда числилось 16 дворов (все дворы безземельные) с татарским населением в количестве 91 человек приписных жителей и 4 «посторонних», из которых 49 мужчин и 46 женщин. Жители землёй не владели, на вакуфе числилась 41 десятина земли. В хозяйствах имелось 53 лошади, 4 вола, 12 коров и 60 голов мелкого скота.
После установления в Крыму Советской власти, по постановлению Крымревкома от 8 января 1921 года № 206 «Об изменении административных границ» была упразднена волостная система и в составе Джанкойского уезда был создан Джанкойский район. В 1922 году уезды преобразовали в округа. 11 октября 1923 года, согласно постановлению ВЦИК, в административное деление Крымской АССР были внесены изменения, в результате которых округа были ликвидированы, основной административной единицей стал Джанкойский район и село включили в его состав. Согласно Списку населённых пунктов Крымской АССР по Всесоюзной переписи 17 декабря 1926 года, в селе Аксюру-Конрат (вакуф), Немецко-Джанкойского сельсовета Джанкойского района, числилось 26 дворов, все крестьянские, население составляло 99 человек, все татары. По данным всесоюзной переписи населения 1939 года в селе проживало 36 человек. На карте 1941 года селение подписано, как Миситский, в последний раз встречается на двухкилометровке РККА 1942 года.